# Mathias Rosenberg
Mathias Rosenberg, auch Matthias Rosenberg († 21. Oktober 1521 in Hähnichen), war Bürgermeister von Görlitz in den Jahren 1509, 1512, 1516 und 1520. Im Rat saß er seit 1494.

## Leben
Die Familie Rosenberg sei eines „der ersten Häuser“ in Görlitz gewesen, führt das Archiv für Sippenforschung und alle verwandten Gebiete aus. Rosenberg heiratete dreimal. Seine letzte Ehe mit Magdalene war sehr kinderreich.
Am 11. und am 22. April 1515 war Rosenberg mit Johannes Hass Vertreter von Görlitz zum Landtag in Bautzen (am 22. April war auch Bernhard Berndt dabei), als sich der Beschluss über die Entwertung der Görlitzer Pfennige mit folgendem Umtausch bzw. Umprägung anbahnte.
Bevor die alljährliche Görlitzer Kirmes begann floh Rosenberg 1521 vor der Pest aus der Stadt in das Görlitzer Ratsdorf Hähnichen, wo er selbst die Herrschaft ausübte. Im September des gleichen Jahres brach die Krankheit trotzdem aus und er konnte seinen rechten Arm nicht mehr verwenden, litt an Lähmung (‚Paralisis‘), Koliken (‚Colica‘) und Blasenentzündung (‚Ardor Urinae‘). Er schickte nach einem Arzt, welcher aber aufgrund der Situation nicht bei Rosenberg erschien, sodass er ihn selbst aufsuchte. Trotz allem starb Rosenberg am Montag, den Gedenktag von St. Ursula (21. Oktober) 1521, in der Nacht zwischen 6 und 7 Uhr.
Rosenberg hinterließ ein reiches Erbe („reichen Rosenbergschen Nachlaß“). Seine Witwe Magdalene heiratete noch einmal und zwar Matthäus Seiler. Hedwig, eine Tochter Magdalenes und Rosenbergs heiratete ungefähr im Jahr 1525 Hans Fölkel. Magdalenas Bruder Andreas heiratete Hieronymus Schnitters Tochter Martha.
Hans Fölkel war ein Sohn Kaspar Fölkels und der Margarethe Wenscher. Über Margarethes Vater Hans Wenscher (auch: Wentscher) war Hans Fölkel ein Cousin Franz Schneiders, mit dem Mathias Rosenberg seinerzeit im Görlitzer Rat saß.